# Jay Blackton
Jay Blackton (Nova Iorque, 25 de maio de 1909 — Los Angeles, 8 de janeiro de 1994) é um compositor estadunidense. Venceu o Oscar de melhor trilha sonora na edição de 1956 por Oklahoma!, ao lado de Robert Russell Bennett e Adolph Deutsch.